# Gerhoch Reisegger
Gerhoch Reisegger (* 1941) ist ein österreichischer rechtsextremer Publizist und Verschwörungstheoretiker.

## Studium und Beruf
Reisegger studierte Physik an der Technischen Universität Wien. Er war Geschäftsführer eines Informatik-Unternehmens und ist nun selbständiger Unternehmensberater. Reisegger ist Alter Herr der Wiener pennalen Burschenschaft Vandalia.

## Publizistische Tätigkeit
Das Dokumentationsarchiv des österreichischen Widerstandes und das deutsche Bundesamt für Verfassungsschutz zählen Reisegger zu den „bekanntesten Vertretern rechtsextremistischer Verschwörungstheorien“.
Reisegger tritt als Referent bei revanchistischen und FPÖ-nahen Organisationen auf und sucht im Ausland offen Kontakt mit Neonazis. So erschienen Interviews mit ihm in der Münchener National-Zeitung und in der NPD-Parteizeitung Deutsche Stimme, und er trat als Vortragender bei bundesweiten NPD-Veranstaltungen auf. Seit den 1990er Jahren unterhielt er „einen regen Austausch mit dem deutschen Neonazi Horst Mahler“, dessen Hass auf die USA er teilt.
Reisegger nahm am 26. und 27. Januar 2002 als Referent an einer internationalen Konferenz von Holocaustleugnern in Moskau teil. Organisator war Oleg Platonov, als weitere Referenten traten neben zahlreichen russischen Teilnehmern die Holocaustleugner Ahmed Rami und David Duke sowie als Hauptredner Jürgen Graf auf. Der deutsche Verfassungsschutzbericht 2003 wies auf die Verbindung Reiseggers zu der deutschen rechtsextremen Zeitschrift Staatsbriefe und deren Herausgeber Hans-Dietrich Sander hin. Reisegger behauptet auch, Juden hätten die Terroranschläge am 11. September 2001 in den USA geplant. Er übersetzte 2005 einen Text des australischen Verschwörungstheoretikers Joe Vialls (1944–2005), in dem dieser behauptete, Amerikaner und Juden hätten das Seebeben im Indischen Ozean 2004 durch eine Atombombenzündung unter Wasser hervorgerufen.
Reisegger war u. a. Autor der Online-Zeitschrift Berliner Umschau sowie des österreichischen Monatsmagazins Die Aula. 1997 gelang es ihm, für diese Zeitschrift von Kardinal Ratzinger die Erlaubnis zum Wiederabdruck von dessen zuerst 1995 in Communio erschienenem Aufsatz „Freiheit und Wahrheit“ zu erwirken, der dann in den Band 1848 – Erbe und Auftrag des Aula-Verlages aufgenommen wurde.

## Werke
- Die Türken kommen. Sprengstoff für Deutschland und Europa. Hohenrain Verlag 2005, ISBN 3-89180-074-6
- Weg mit den Benesch-Dekreten! Grabert Verlag, 2004, ISBN 3-87847-204-8
- 11. September. Die Bildbeweise. Hohenrain Verlag, 2004, ISBN 3-89180-072-X
- (Mitherausgeber): Wie kann der Mittelstand die Globalisierung bestehen? Aton Verlag, 2005, ISBN 3-9809478-1-5
- Wir werden schamlos irregeführt! Vom 11. September zum Irak-Krieg. Hohenrain Verlag, 2003, ISBN 3-89180-068-1
- Wege aus dem Globalisierungschaos: Grundlagen für eine neue Wirtschaftsordnung. Hohenrain Verlag 2009, ISBN 3-89180-085-1